# Atenas (kanton)
Atenas is een gemeente (cantón) in de provincie Alajuela in Costa Rica die onder meer de stad Atenas omvat. De gemeente is onderverdeeld in acht deelgemeenten (distrito) : Atenas (de eigenlijke stad), Concepción, Escobal, Jesús, Mercedes, San Isidro, San José en Santa Eulalia.

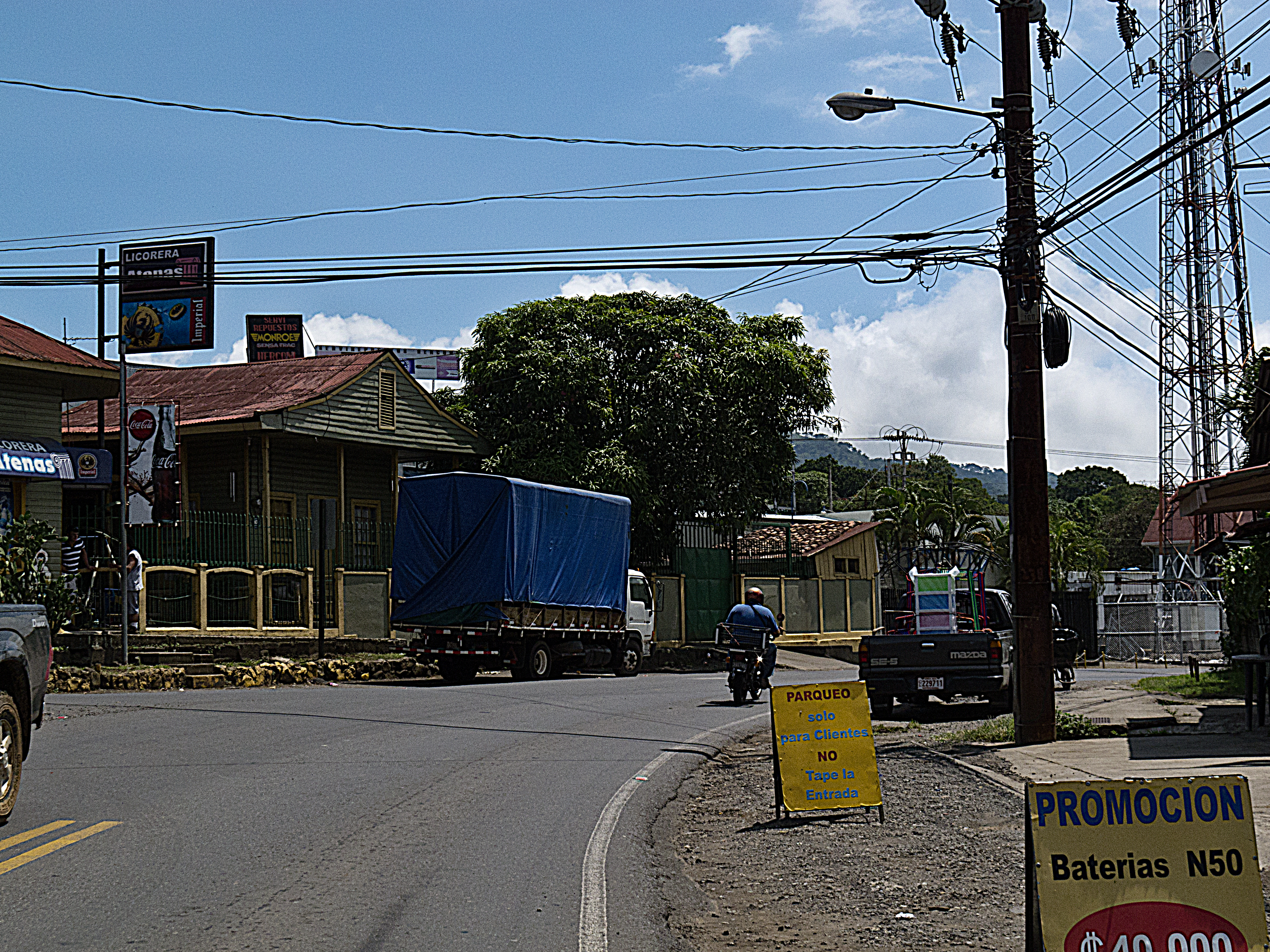
Centrum van Atenas

Alajuela · Atenas · Los Chiles · Guatuso · Grecia · Naranjo · Orotina · Palmares · Poás · San Carlos · San Mateo · San Ramón · Sarchí · Upala · Zarcero